# كلير غويو
كلير غويو (بالفرنسية: Claire Guyot)‏ هي مغنية وممثلة فرنسية، ولدت في 28 يونيو 1966 في باريس في فرنسا.

## وصلات خارجية
- الموقع الرسمي
- كلير غويو على موقع IMDb (الإنجليزية)
- كلير غويو على موقع ألو سيني (الفرنسية)
- كلير غويو على موقع ميوزك برينز (الإنجليزية)
- كلير غويو على موقع ديسكوغز (الإنجليزية)
- كلير غويو على موقع قاعدة بيانات الفيلم (الإنجليزية)
- كلير غويو على موقع كينوبويسك (الروسية)